# Runcu, Dâmbovița
Runcu là một xã thuộc hạt Dâmbovița, România. Dân số thời điểm năm 2002 là 4489 người.